# سباق العجلات الحربية

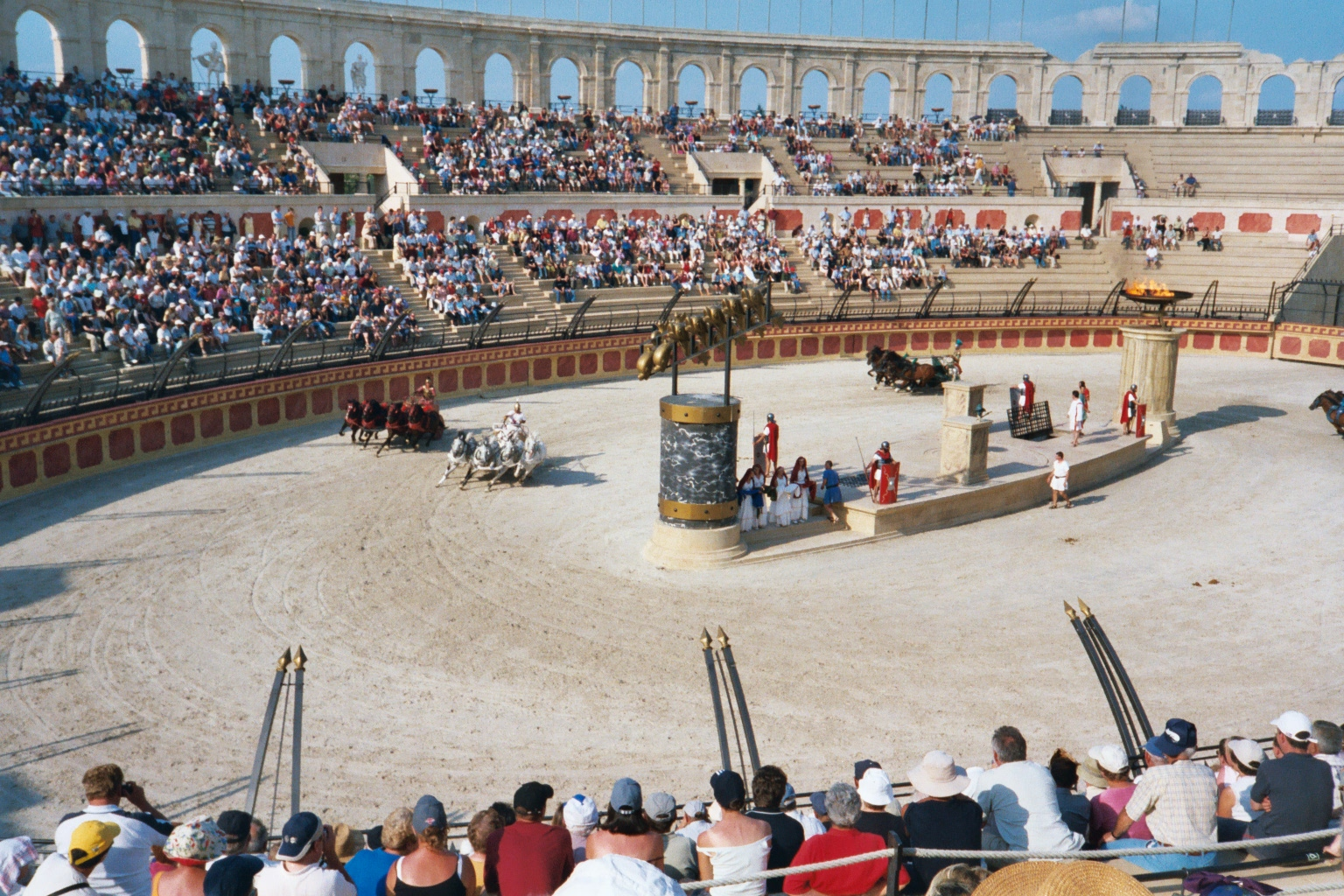
سباق مُماثل حديث في بوي دو فو "Puy du Fou" (مدينة ترفيهية في فرنسا)

سباق العجلات الحربية (باليونانية: ἁρματοδρομ) كان أحد أشهر الرياضات التي عرفتها كل من إيران القديمة واليونان القديمة والإمبراطورية الرومانية والإمبراطورية البيزنطية. كان سباق العجلات الحربية يشكل خطورة على السائقين والخيول على حد سواء حيث عانوا غالبًا من إصابات خطيرة تصل لدرجة الموت، لكن هذه الأخطار كانت تزيد من إثارة واهتمام المتفرجين. كما هو الحال في الرياضات الحديثة مثل كرة القدم، اختار المتفرجون عمومًا دعم فريق واحد، وقد كان العنف يحدث أحيانًا بين الفصائل المتنافسة. كانت الخصومات في بعض الأحيان مسيسة، عندما ارتبطت الفرق بأفكار اجتماعية أو دينية. يساعد هذا في تفسير سبب سيطرة الأباطرة الرومان والبيزنطيين لاحقًا على الفرق وتعيين العديد من المسؤولين للإشراف عليها.
تلاشت أهمية الرياضة في الغرب بعد سقوط روما، بينما صمدت لفترة أطول في الإمبراطورية البيزنطية، حيث استمرت الفصائل الرومانية التقليدية في لعب دور بارز لعدة قرون، واكتسبت نفوذًا في الأمور السياسية. وبلغ التنافس بينهما ذروته في أعمال الشغب في نيكا، والتي كانت علامة على التراجع التدريجي لهذه الرياضة.

## أصل السّباق
من غير المعروف بالضبط متى بدأ سباق العجلات الحربية، لكن ربما عُرف قديما قِدم العجلات الحربية نفسها. من المعروف من الأدلة الفنية على الفخار أن الرياضة كانت موجودة في يونان الموكيانية، ولكن أول إشارة أدبية لهذه الرياضة هي تلك التي وصفها هوميروس في الإلياذة، في الألعاب الجنائزية لفطرقل. كان المشاركون في هذا السباق دايوميدس وإيوميلوس وأنتيلوكوس ومينلاوس وميريونيس. تكوّن السباق من لفّة واحدة حول جذع شجرة، وفاز به دايوميدس، حيث حصل على جائزة عبارة عن امرأة جارية ومرجلٍ (cauldron). كما قيل إن السباق هو الحدث الذي أسس الألعاب الأولمبية؛ حيث وفقًا لإحدى الأساطير التي ذكرها بندار، تحدى الملك (Oenomaus) الخاطبين لابنته (Hippodamia) في سباق، لينهزم أمام بيلوبس، الذي أسس الألعاب تكريماً لانتصاره.

## الألعاب الأولمبية

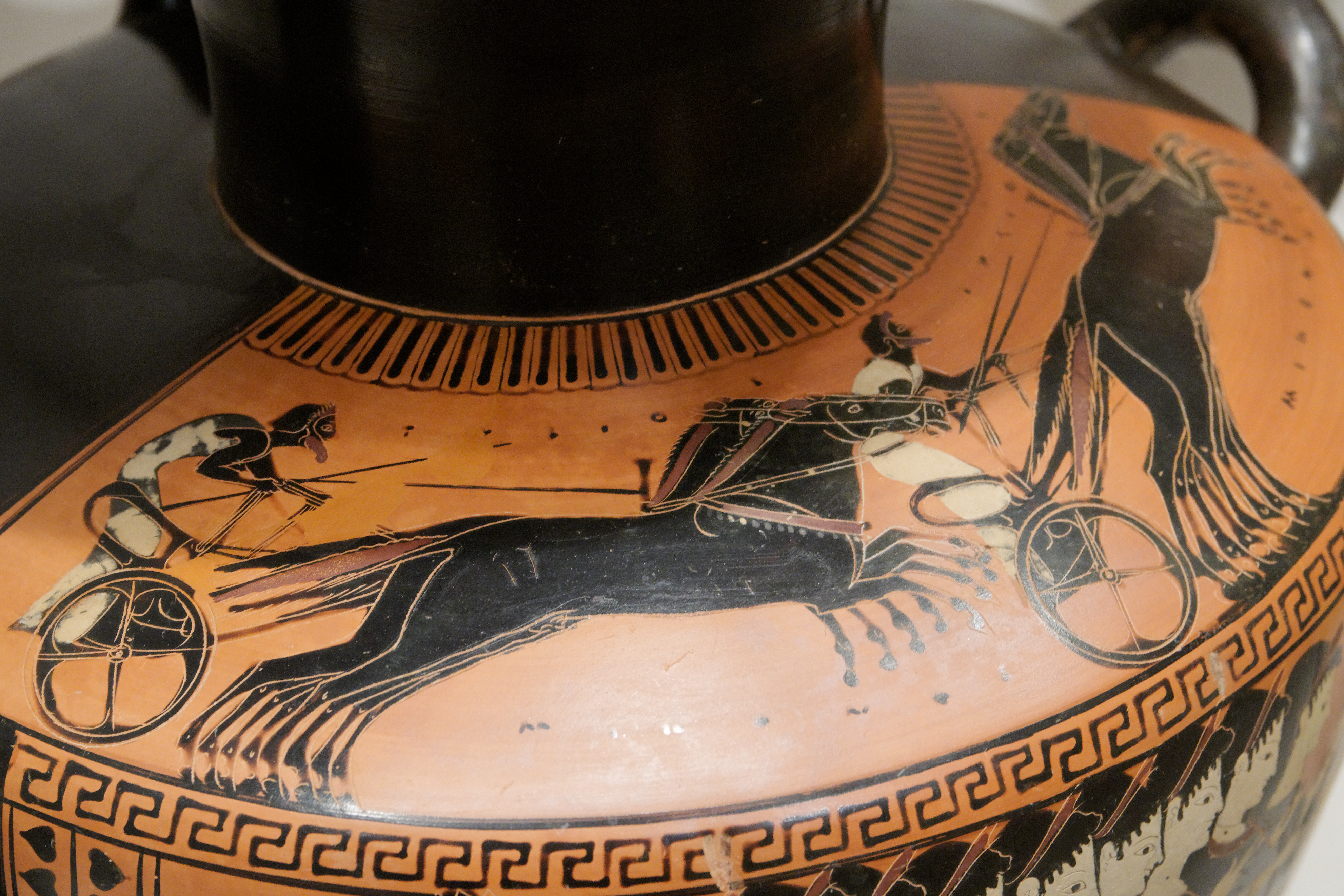
سباق عجلات حربية على شكل هيدريا أسود من أتيكا، 510 ق م

في الألعاب الأولمبية القديمة، بالإضافة إلى الألعاب الهيلينية الأخرى، كان هناك سباقات العجلات الحربية ذات أربعة أحصنة (τέθριππον)، وأيضا حصانان (συνωρὶς). أضيفت فعاليات سباق العجلات الحربية لأول مرة إلى الأولمبياد في عام 680 قبل الميلاد مع توسيع الألعاب من يوم واحد إلى يومين لاستيعاب الحدث الجديد. لم يكن السباق مرموقًا مثل سباق القدم الذي يبلغ 195 مترًا (στάδιον)، ولكنه كان أكثر أهمية من أحداث الفروسية الأخرى مثل سباق الخيل، والتي تم إسقاطها من الألعاب الأولمبية في وقت مبكر جدًا.
أُقيمت السباقات نفسها في ميدان سباق خيل (هيبودروم)، الذي كانت تقام فيه سباقات العجلات الحربية وركوب الخيل. كان ميدان سباق الخيل يقع في الركن الجنوبي الشرقي من ملاذ أوليمبيا، في منطقة منبسطة كبيرة جنوب الملعب. حتى وقت قريب، كان موقعه الدقيق غير معروف، حيث دُفن بعدة أمتار من المواد الرسوبية من نهر ألفيوس. ومع ذلك، في عام 2008، استخدم آني مولر وموظفو المعهد الأثري الألماني الرادار لتحديد موقع هيكل كبير مستطيل يشبه وصف باوسانياس.
يصف باوسانياس، الذي زار أولمبيا في القرن الثاني الميلادي، النصب التذكاري بأنه مساحة كبيرة ومستطيلة ومنبسطة، يبلغ طولها حوالي 780 مترًا وعرضها 320 مترًا. تم تقسيم مضمار السباق الممدود طوليًا إلى مسارين بواسطة حاجز حجري أو خشبي. تركض جميع الخيول أو العجلات الحربية على مسار واحد باتجاه الشرق، ثم تستدير وتعود غربًا. اختلفت المسافات حسب الحدث. تم تخصيص مكان خاص للقضاة على الجانب الغربي من الضفة الشمالية.

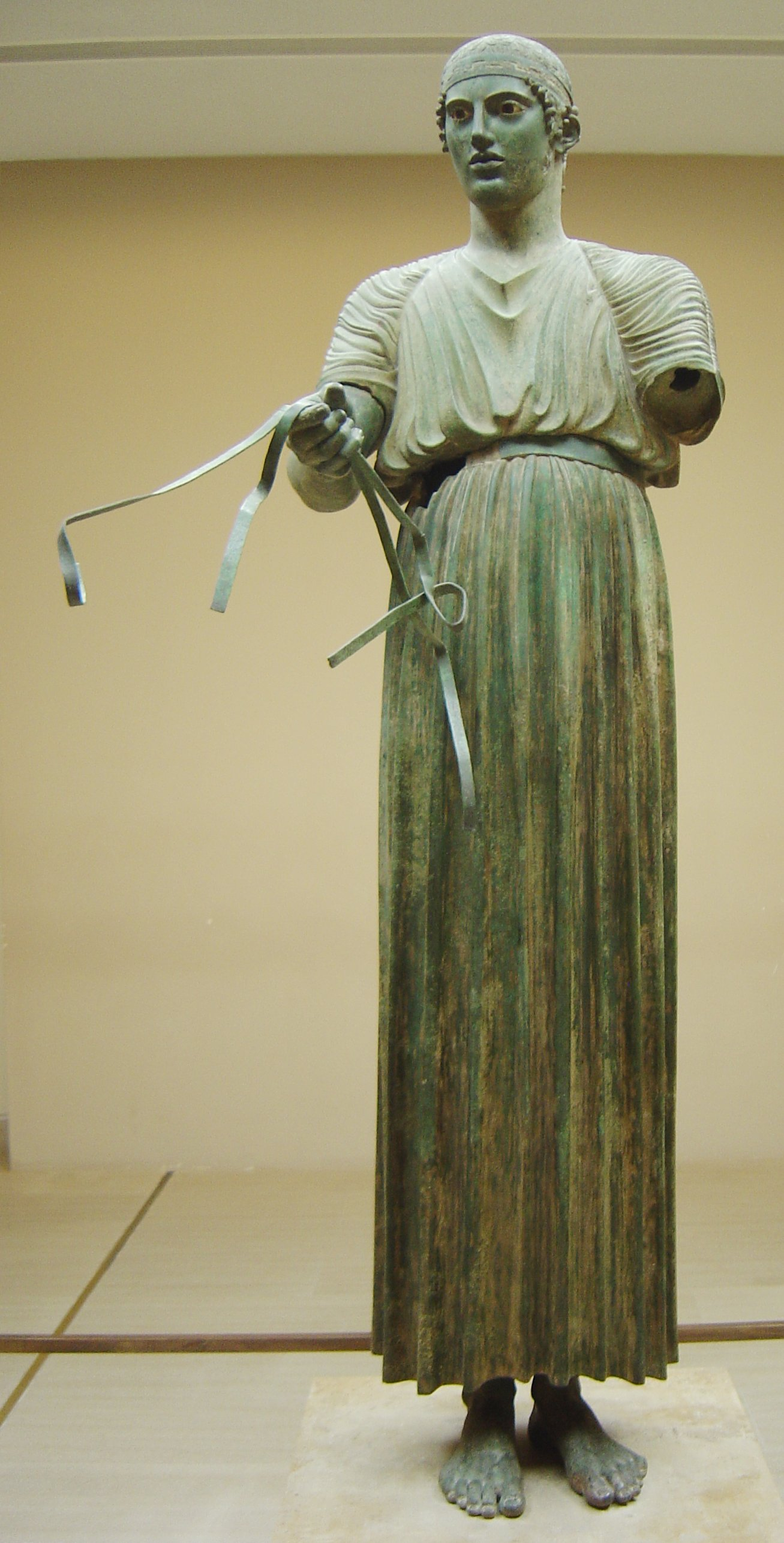
سائق عجلات حربية في دلفي، أحد أشهر التماثيل الباقية من اليونان القديم

في معظم الحالات، كان مالك وسائق العجلة الحربية شخصين مختلفين. في عام 416 قبل الميلاد، كان للجنرال الأثيني ألكيبيادس سبع مركبات مشاركة في السباق، وجاء في المركز الأول والثاني والرابع. كما فاز فيليب الثاني المقدوني بسباق في محاولة لإثبات أنه ليس بربريًا، على الرغم من أنه إذا كان يقود المركبة بنفسه، فمن المحتمل أن يُنظر إليه على أنه أقل من بربري. امتدح الشاعر بندار شجاعة هيرودوت لقيادته عربته الحربية. لم يُسمح للنساء بالمشاركة في الألعاب أو حتى مشاهدتها، باستثناء الأميرة الإسبرطية سينيسكا (Cynisca)، ابنة أرخيداموس الثاني، التي فازت بسباق العجلات الحربية مرتين. كان السباق وسيلة اليونانيين لإظهار ازدهارهم في الألعاب.
تتطلّب قيادة عجلة السباق قوة ومهارة، على عكس الأحداث الأولمبية الأخرى، لم يؤد سائقو العجلات وهم عراة، ربما لأسباب تتعلق بالسلامة بسبب الغبار الذي تُحدثه الخيول والعجلات، واحتمال وقوع حوادث دموية. كان المتسابقون يرتدون ملابس ذات أكمام تسمى (xystis)، يسقط على الكاحلين ويربط عالياً عند الخصر بحزام عادي. كان هناك شريطان متقاطعان عالياً في الجزء العلوي من الظهر يمنع اللباس (Xystis) من «الانتفاخ» أثناء السباق.
كان الجزء الأكثر إثارة في السباق، على الأقل بالنسبة للمشاهدين، هو المنعطفات في نهايات ميدان سباق الخيل. كانت هذه المنعطفات خطيرة للغاية وقاتلة في كثير من الأحيان. إذا لم تكن المركبة قد صدمها الخصم بالفعل قبل الدور، فقد يتم قلبها أو سحقها بواسطة العربات الأخرى. كان التوجّه إلى خصم متعمدًا لإحداث تحطم له أمرًا غير قانوني من الناحية الفنية، ولكن لا يمكن فعل أي شيء حيال ذلك.

## مهرجانات أخرى
نتيجة لصعود المدن اليونانية في الفترة الكلاسيكية، ظهرت مهرجانات كبيرة أخرى في الأناضول، وماجنا غراسيا، والبر الرئيسي مما أتاح الفرصة للرياضيين لاكتساب الشهرة والثروة. بصرف النظر عن الألعاب الأولمبية، كانت الألعاب البرزخية في كورنث، والألعاب النيمانية، والألعاب البيثية في دلفي، ومهرجان عموم أثينا في أثينا الكلاسيكية، هي الأكثر احترامًا، حيث حصل الفائز في سباق العجلات الحربية الرباعية الخيول على 140 قارورة من زيت الزيتون (كانت ثمينة في العصور القديمة). وشملت الجوائز في المسابقات الأخرى الذرة في إلفسينا، والدروع البرونزية في آرغوس، والأوعية الفضية في ماراثون. كان شكل آخر من أشكال سباقات العجلات الحربية في مهرجان عموم أثينا يُعرف باسم أبوباتاي (apobatai).

## العصر الروماني

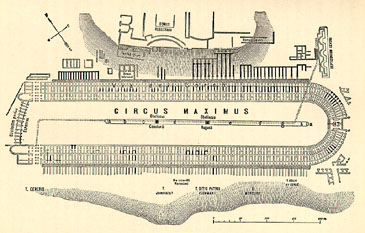
تصميم سيرك مكسيموس

من المحتمل أن الرومان استعاروا سباق العجلات الحربية وكذلك تصميم حلبات السباق من الإتروسكينيين، الذين اقترضوها هم أنفسهم من الإغريق، لكن الرومان تأثروا أيضًا بشكل مباشر باليونانيين. وفقا للميثولوجية الرومانية، فقد استخدم رومولوس سباق العجلات الحربية بعد أن أسس روما عام 753 ق م كطريقة لتشتيت انتباه رجال قبيلة سابيون. أرسل رومولوس دعوات إلى البلدات المجاورة للاحتفال بمهرجان (Consualia)، والتي تضمن سباقات الخيول وسباق العجلات الحربية. بينما كان السابيون يستمتعون بالمشهد، استولى رومولوس ورجاله على نساءهم، اللائي أصبحن زوجات للرومان. كانت سباقات العجلات الحربية جزءًا من العديد من المهرجانات الدينية الرومانية، وفي هذه المناسبات كان يسبقها موكب بومبا سيركينسيس (pompa circensis)، الذي ضم العازفين والموسيقى والراقصين بالزي وصور الآلهة. بينما تميل القيمة الترفيهية لسباقات العجلات الحربية إلى حجب أي غرض مقدس، إلا أن آباء الكنيسة في أواخر العصور القديمة لا يزالون يعتبرونها ممارسة «وثنية» تقليدية، ونصحوا المسيحيين بعدم المشاركة.

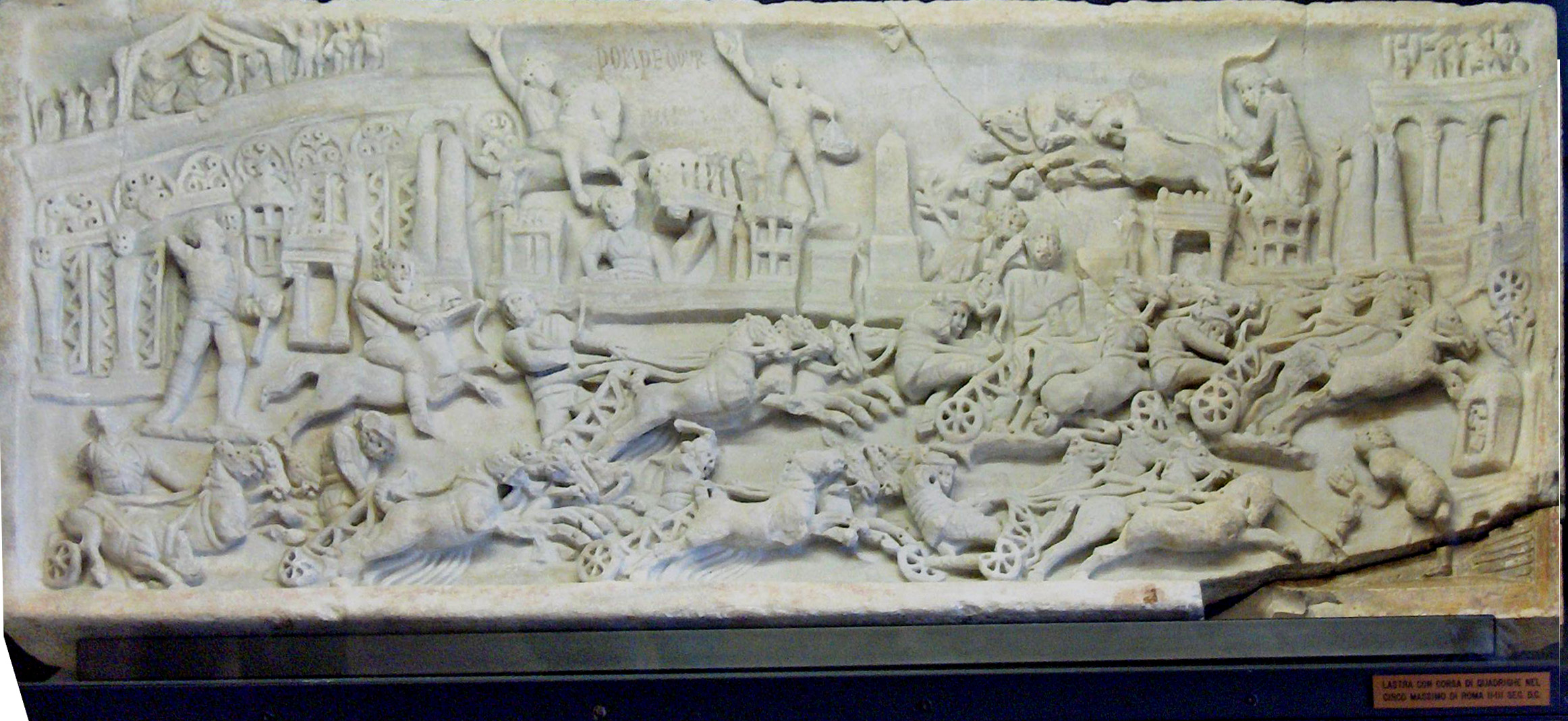
نقش بارز لسباق كوادريغا في سيرك ماكسيموس (القرنان الثاني والثالث)

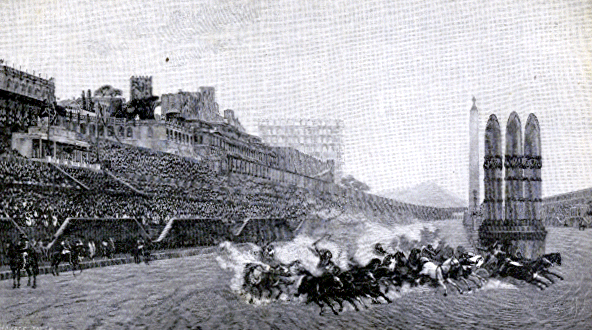
تصوير لسباق العجلات الحربية في العصر الروماني

في روما القديمة، كانت سباقات العجلات الحربية تجري عادة في السيرك. كان المركز الرئيسي لها هو ماكسيموس في الوادي بين هضبة بالاتين وهضبة أفنتين، يمكن أن تستوعب 250 ألف شخص. كان أول سيرك في مدينة روما. من المفترض أن يعود تاريخ السيرك إلى العصور الأولى للمدينة، لكن يوليوس قيصر أعاد بنائه حوالي 50 قبل الميلاد بطول وعرض حوالي 650 مترًا (2130 قدمًا) و 125 مترًا (410 قدمًا) على التوالي. كان أحد طرفي المسار أكثر انفتاحًا من الآخر، حيث كان هذا هو المكان الذي اصطفت فيه العجلات الحربية لبدء السباق. استخدم الرومان سلسلة من البوابات المعروفة باسم (carceres)، أي ما يعادل (hysplex) اليونانية.

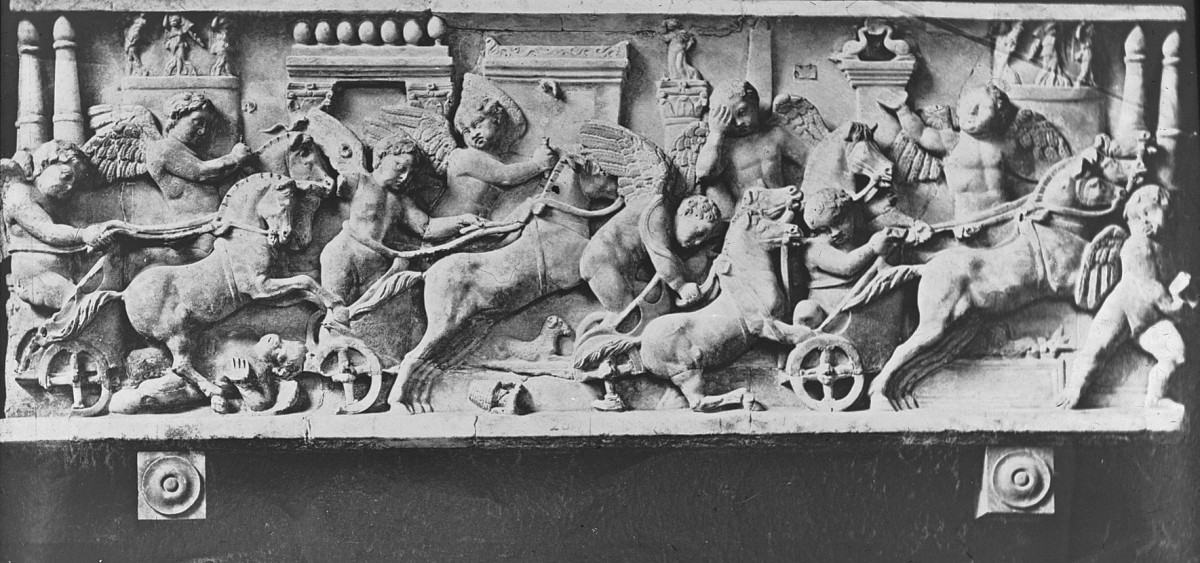
سباق العجلات الحربية كيوبيد، على تابوت روماني قديم في متحف نابولي الوطني للآثار. محفوظات متحف بروكلين، مجموعة جوديير الأرشيفية

بمجرد بدء السباق، يمكن للمركبات أن تتحرك أمام بعضها البعض في محاولة لإحداث اصطدام مع الخصوم في العمود الفقري. الاصطدامات التي تُدمّر فيها العربة ويُصاب السائق والخيول كانت تسمى نوفراجيا (naufragia)، وهي كلمة لاتينية تعني «حطام السفينة».

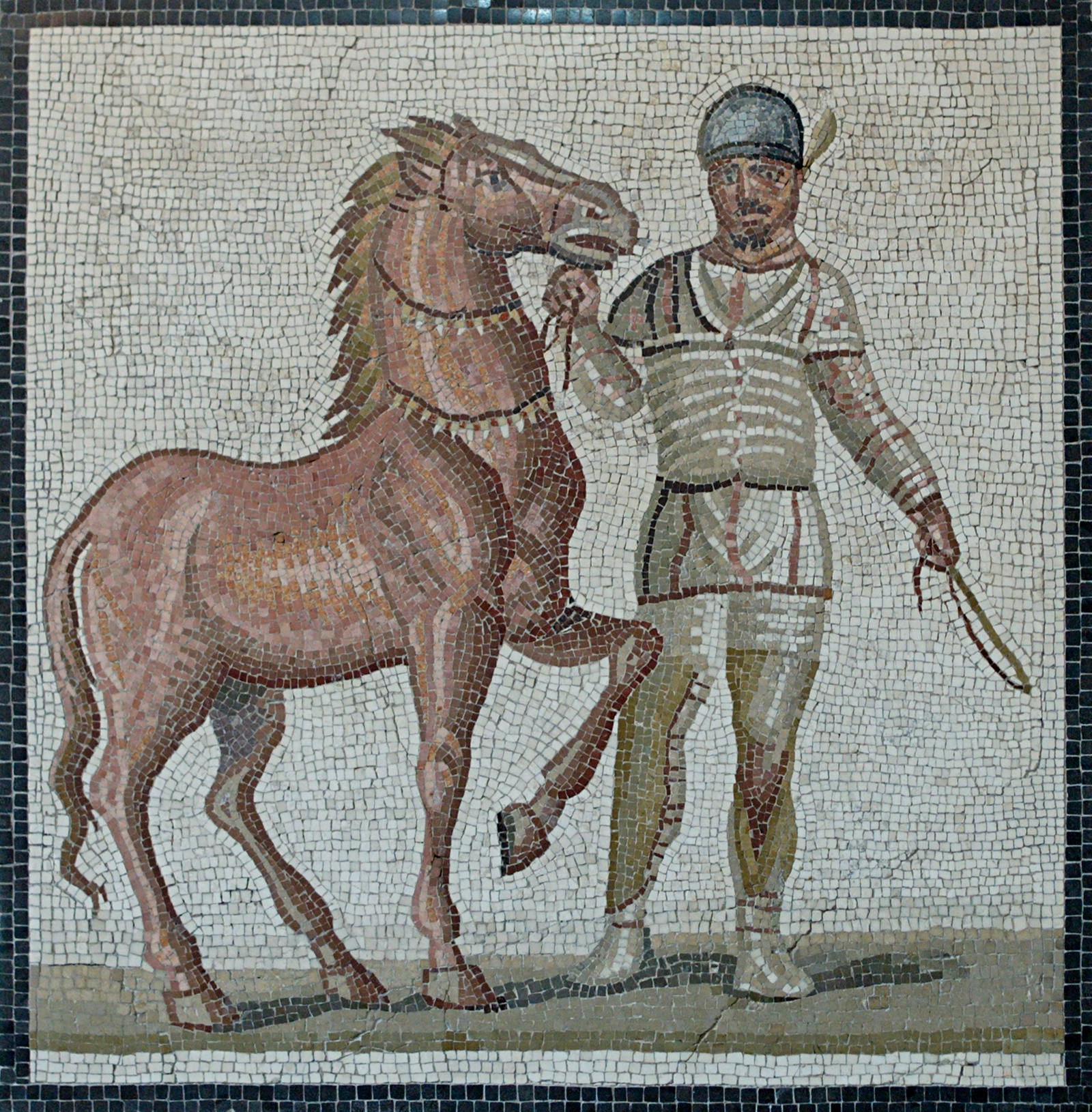
سائق عربة من الفريق الأبيض. جزء من فسيفساء من القرن الثالث الميلادي، تُظهر أربعة سائقين رائدين من ألوان مختلفة، كلهم في معداتهم المميزة

كان السباق نفسه يشبه إلى حد كبير نظيره اليوناني، على الرغم من أنه كان هناك عادة 24 سباقًا يوميًا، خلال القرن الرابع، كانت تجري في 66 يومًا كل عام. ومع ذلك، فإن السباق يتكون من 7 لفات فقط (وبعد ذلك 5 لفات، بحيث يمكن أن يكون هناك المزيد من السباقات في اليوم)، بدلاً من 12 لفة للسباق اليوناني. كان النمط الروماني أيضًا أكثر توجهاً نحو المال؛ حيث كانت هناك مراهنات واسعة النطاق بين المتفرجين. كانت هناك عربات رباعية الجياد (كوادريغا) وعربات ذات حصانين (بيجاي)، لكن سباقات الخيول الأربعة كانت أكثر أهمية. في حالات نادرة، إذا أراد السائق إظهار مهارته، يمكنه استخدام ما يصل إلى 10 أحصنة، على الرغم من أن هذا كان غير عملي للغاية.
اختلفت تقنية وملابس العجلات الحربية الرومانية بشكل كبير عن تلك المستخدمة من قبل الإغريق. قام السائقون الرومانيون بلف اللّجام حول خصرهم، بينما كان اليونانيون يمسكون باللجام في أيديهم. ولهذا السبب، لم يكُن بمقدور الرومان ترك اللجام في حادث اصطدام، لذلك يتم جرهم حول السيرك حتى يموتوا أو يتمكّنوا من تحرير أنفسهم. من أجل قطع اللجام وعدم الانجرار في حالة وقوع حادث، حملوا معهم منجلًا. كما كانوا يرتدون الخوذات وغيرها من الملابس الواقية. في أي سباق معين، قد يكون هناك عدد من الفرق التي يتم تشكيلها من قبل كل فصيل، والذين سيتعاونون لزيادة فرصهم في الفوز إلى أقصى حد من خلال مواجهة المعارضين، أو إجبارهم على الخروج من المسار الداخلي المفضل أو جعلهم يفقدون التركيز ويعرضون أنفسهم إلى حادث وإصابة. يمكن للمشاهدين أيضًا أن يلعبوا دورًا نظرًا لوجود أدلة على قيامهم بإلقاء تمائم «لعنة» الرصاص المرصعة بالمسامير في الفرق التي تعارض المفضلة لديهم.

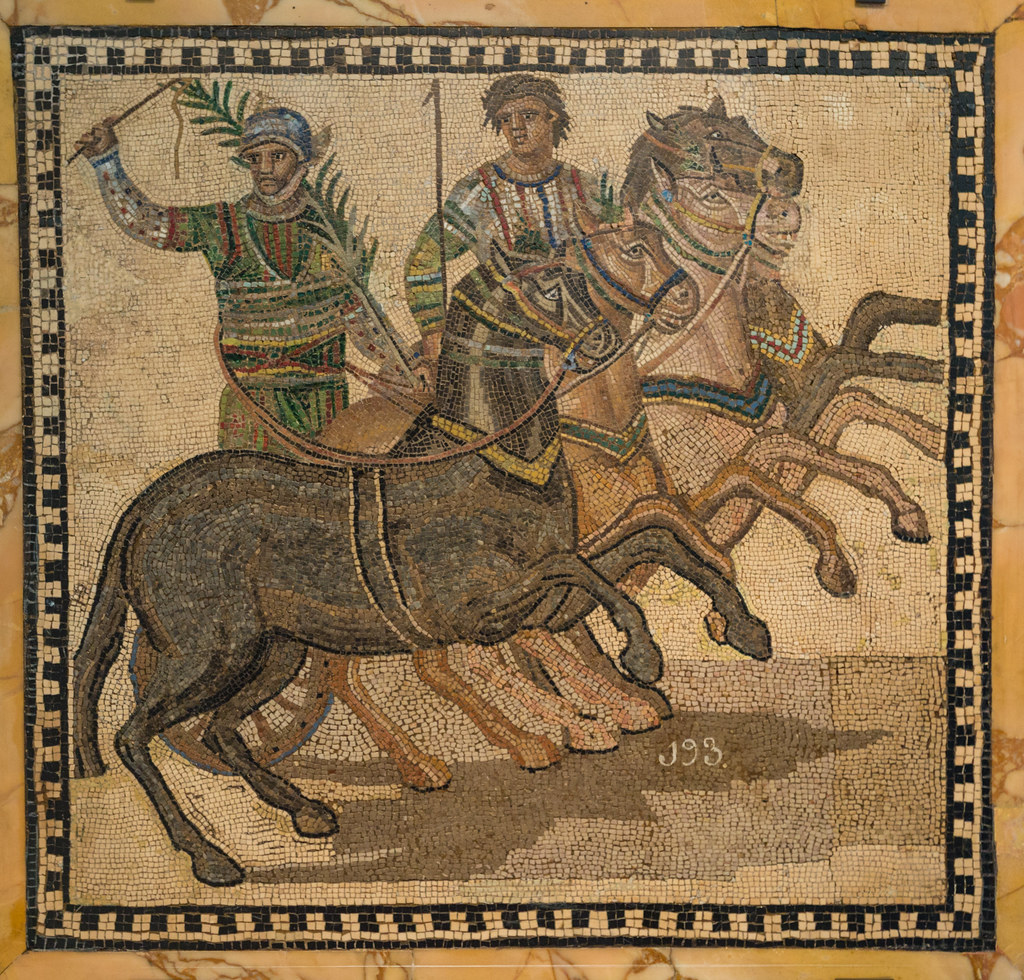
الفائز في سباق العجلات الحربية الرومانية من الفريق الأحمر

كان الاختلاف المهم الآخر هو أن سائقي العجلات أنفسهم كانوا يعتبرون الفائزين، على الرغم من أنهم كانوا عادةً عبيدًا (كما في العالم اليوناني). لقد تلقوا إكليل من أوراق الغار، وربما بعض المال؛ وإذا فازوا بسباقات كافية يمكنهم شراء حريتهم. يمكن للسائقين أن يصبحوا من المشاهير في جميع أنحاء الإمبراطورية ببساطة عن طريق البقاء على قيد الحياة، حيث لم يكن متوسط العمر المتوقع للسائق مرتفعاً للغاية. أحد هؤلاء السائقين المشهورين كان سكوربوس (Scorpus)، الذي فاز بأكثر من 2000 سباقًا، قبل أن يُقتل في حادث تصادم في ميتا عندما كان يبلغ من العمر 27 عامًا تقريبًا. أشهرهم كان جايوس أبوليوس ديوكليس الذي فاز بـ 1462 من أصل 4257 سباقًا. عندما تقاعد ديوكليس عن عمر يناهز 42 عامًا بعد مسيرة استمرت 24 عامًا، قيل إن أرباحه بلغت 35863.120 سيسترتيوس (15 مليار دولار أمريكي)، مما جعله النجم الرياضي الأعلى أجراً في التاريخ. يمكن أن تصبح الخيول أيضًا من المشاهير، لكن متوسط العمر المتوقع لها كان منخفضًا أيضًا. احتفظ الرومان بإحصائيات مفصلة عن أسماء الخيول المشهورة وسلالاتها ونسبها.
كانت المقاعد في السيرك مجانية للفقراء، الذين لم يكن لديهم ما يفعلونه في وقت الإمبراطورية، لأنهم لم يعودوا يشاركون في الشؤون السياسية أو العسكرية كما كانوا في الجمهورية. يمكن للأثرياء دفع ثمن المقاعد المظللة حيث يتمتعون برؤية أفضل، وربما يقضون أيضًا معظم أوقاتهم في المراهنة على السباقات. كان السيرك هو المكان الوحيد الذي أظهر فيه الإمبراطور نفسه أمام جمهور يتجمع بأعداد كبيرة، وحيث يمكن للأخير أن يعبر عن عاطفته أو غضبه. كان الصندوق الإمبراطوري، الذي يُطلق عليه اسم (Pulvinar) في سيرك ماكسيموس، مرتبطًا مباشرة بالقصر الإمبراطوري.

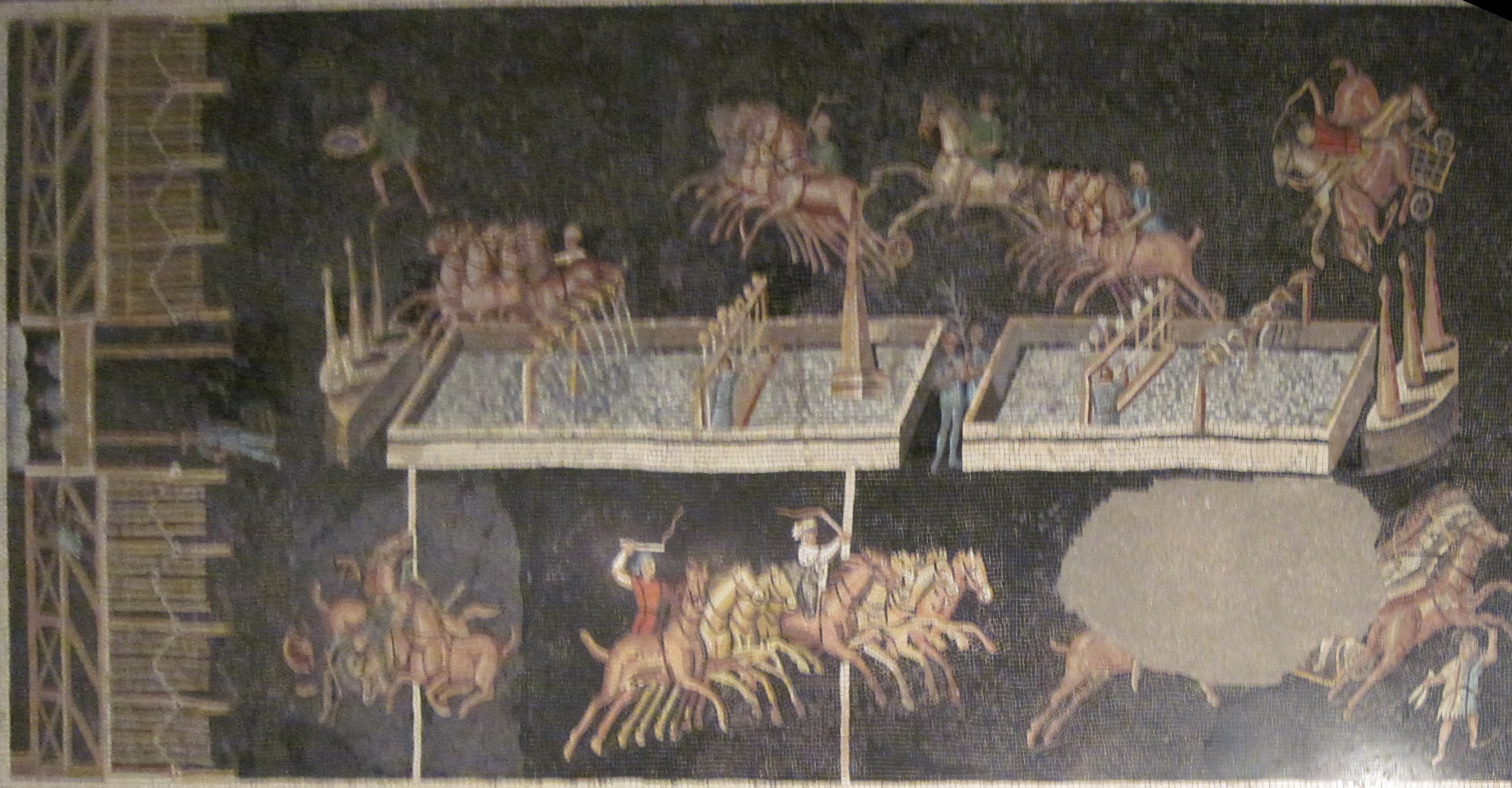
فسيفساء من ليون توضح سباق العجلات الحربية مع الفصائل الأربعة: الأزرق والأخضر والأحمر والأبيض

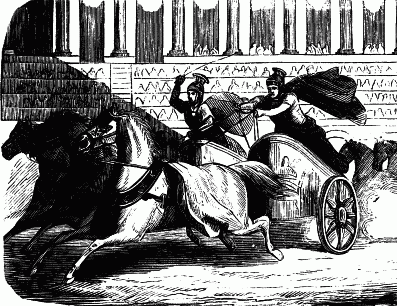
سباقات العجلات الحربية في العصر الروماني

تم ترميز ملابس السائق بالألوان وفقًا لفصيلته، مما يساعد المتفرجين البعيدين على تتبع تقدم السباق. وفقًا للمُؤلّف ترتليان، كان هناك في الأصل فصيلان فقط، الأبيض والأحمر. كما كان هناك أربع فصائل، الأحمر والأبيض والأخضر والأزرق. يمكن أن يكون لكل فريق ما يصل إلى ثلاث عربات في السباق. غالبًا ما تعاون أعضاء نفس الفريق مع بعضهم البعض ضد الفرق الأخرى، لإجبارهم على الاصطدام بالسنسنة (تكتيك قانوني ومشجع). يمكن للسائقين تبديل الفرق، تمامًا مثل الرياضيين الذين ينتقلون لفرق مختلفة اليوم.
تطور التنافس بين الحُمر والبيض بحلول عام 77 ق م، عندما ألقى أحد مشجعي فريق الحُمر نفسه في محرقة جنازة السائق الأحمر. ومع ذلك، لم يشر أي كاتب في ذلك الوقت إلى هذه الفصائل على أنها منظمات رسمية، كما كان سيتم وصفها في السنوات اللاحقة. خلال فترة حكمه في 81-96 بعد الميلاد، أنشأ الإمبراطور دوميتيان فصيلين جديدين، وهما البرغوث والذهب، لكنهما اختفيا بعد وفاته بفترة وجيزة. أصبح الزُّرق والخضر تدريجياً أكثر الفصائل شهرة، بدعم من الأباطرة والسكان على حد سواء. تشير السجلات إلى أنه في مناسبات عديدة، اندلعت اشتباكات بين الأزرق والأخضر خلال السباقات. نادراً ما تذكر الأدبيات الباقية الحُمر والبيض، على الرغم من أن نشاطهم المستمر موثق في نقوش وألواح.

## العصر البيزنطي

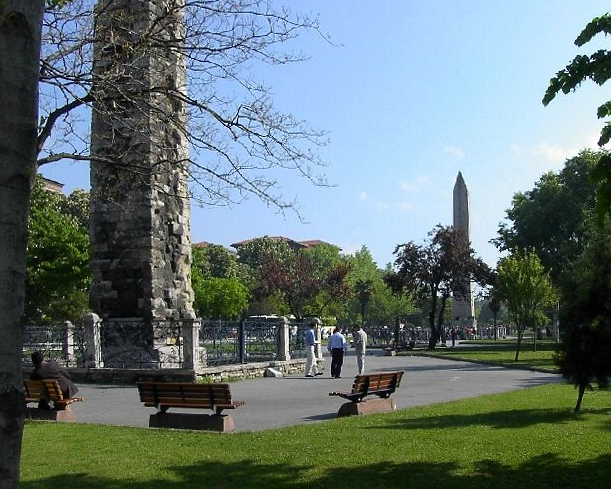
ميدان السلطان أحمد اليوم، مع المسلة المُسوّرة في المقدمة ومسلة تحتمس الثالث على اليمين

مثل العديد من الجوانب الأخرى للعالم اليوناني الروماني، استمرّ سباق العجلات الحربية في الإمبراطورية البيزنطية، على الرغم من أن البيزنطيين لم يحتفظوا بالعديد من السجلات والإحصائيات كما فعل الإغريق والرومان. بدلاً من النقوش التفصيلية لإحصائيات السباقات الرومانية، تم تأليف العديد من القصائد القصيرة (الإبيجراما) في الشعر للاحتفال ببعض أشهر السائقين البيزنطيين. السائقون الستة الذين كتبت عنهم أبيات المدح هذه هم: أناستاسيوس، ويوليانوس من صور، وفاوستينوس، وابنه قسطنطين، وأورانيوس، وبورفيريوس. على الرغم من أن قصيدة أناستاسيوس المنفردة لا تكشف شيئًا عنه تقريبًا، إلا أن بورفيريوس معروف بشكل أفضل، حيث خصص له أربعة وثلاثون قصيدة معروفة.
فضل قسطنطين العظيم (حكم من 306 إلى 337) سباق العجلات الحربية على قتال المصارعة (غلادياتر)، والذي اعتبره بقايا وثنية. ومع ذلك، فإن نهاية ألعاب المصارعة في الإمبراطورية ربما كانت نتيجة الصعوبة والنفقات التي جاءت مع شراء المصارعين للقتال في الألعاب، أكثر من تأثير المسيحية في بيزنطة. أنهى الإمبراطور ثيودوسيوس الأول الألعاب الأولمبية في نهاية المطاف (حكم من 379 إلى 395) عام 393، ربما في خطوة لقمع الوثنية وتعزيز المسيحية، لكن سباق العجلات الحربية ظل شائعًا. حقيقة أن السباق أصبح مرتبطًا بالملك الإمبراطوري يعني أن الكنيسة لم تمنعه، على الرغم من أن الكُتّاب المسيحيين البارزين، مثل ترتليان، بدأوا في مهاجمة هذه الرياضة. على الرغم من تأثير المسيحية في الإمبراطورية البيزنطية، استمرت عمليات صيد الوحوش البرية الدموية (Venatio) كشكل من أشكال الترفيه الشعبي خلال الأيام الأولى للإمبراطورية كجزء من الترفيه الإضافي الذي ترافق مع سباق العجلات الحربية. في النهاية، حظر الإمبراطور ليو الأول (حكم 457-474) وسائل الترفيه العامة أيام الأحد في 469، موضحًا أن عمليات الصيد لم يكن لها دعم إمبراطوري، وأنها قد حُظرت تمامًا من قبل الإمبراطور أناستاسيوس الأول (حكم من 491 إلى 518) في عام 498. استمرت أعمال الحرق والتشويه للبشر الذين ارتكبوا جرائم أو كانوا أعداء للدولة في ميدان سباق الخيل في جميع أنحاء الإمبراطورية البيزنطية، وكذلك احتفالات النصر والتتويج الإمبراطوري.
كانت سباقات العجلات الحربية مهمة في الإمبراطورية البيزنطية، كما هو الحال في الإمبراطورية الرومانية، كوسيلة لتعزيز الطبقة الاجتماعية والسلطة السياسية، بما في ذلك جبروت الإمبراطور البيزنطي، وغالبًا ما تم وضعها لأسباب سياسية أو دينية. بالإضافة إلى ذلك، كانت سباقات العربات تقام أحيانًا احتفالًا بعيد ميلاد الإمبراطور. تم رسم تشابه واضح بين السائقين المنتصرين والإمبراطور المنتصر. خاطبت الفصائل منتصريهم من خلال ترديد «ابتهجوا .. لقد غزا اللوردات» بينما أخذ قائد العربة لفة نصر، مما يشير إلى التوازي بين انتصار العجلة وانتصار الإمبراطور. في الواقع، تظهر نقوش البورفيريوس، قائد العربة البيزنطي الشهير، في وضع المنتصر الذي أشاد به الثوار، والذي تم تصميمه بوضوح على غرار الصور الموجودة على قاعدة مسلة الإمبراطور ثيودوسيوس الأول.
تم ربط ميدان السلطان أحمد بقصر الإمبراطور وكنيسة آيا صوفيا، مما سمح للمشاهدين بمشاهدة الإمبراطور كما كان الحال في روما. استخدم المواطنون قربهم من الإمبراطور في السيرك والمسارح للتعبير عن الرأي العام، مثل عدم رضاهم عن سياسة الإمبراطور الخاطئة. وقد قيل أن الناس أصبحوا أقوياء لدرجة أن الأباطرة لم يكن لديهم خيار سوى منحهم المزيد من الحقوق القانونية. ومع ذلك، على عكس هذا الرأي التقليدي، وبناءً على المزيد من الأبحاث التاريخية الحديثة، فالأباطرة البيزنطيين تعاملوا مع احتجاجات وعرائض مواطنيهم في السيرك بازدراء أكبر وكانوا أكثر رفضًا لها من أسلافهم الرومان. فالحاكم جستينيان الأول (حكم من 527-565) على سبيل المثال، رفض التماسات الخُضر ولم يتفاوض معهم على الإطلاق.
لا توجد أدلة كثيرة على تعرض سباقات العجلات الحربية للرشاوى أو غير ذلك من أشكال الغش في الإمبراطورية الرومانية. في الإمبراطورية البيزنطية، يبدو أن الغش كان أكثر؛ يحظر القانون المعدل لجستينيان الأول السائقين من توجيه الشتائم إلى خصومهم، ولكن بخلاف ذلك لا يبدو أنه كان هناك أي تلاعب أو رشوة. أصبح ارتداء ألوان الفريق جانباً مهماً من اللباس البيزنطي.

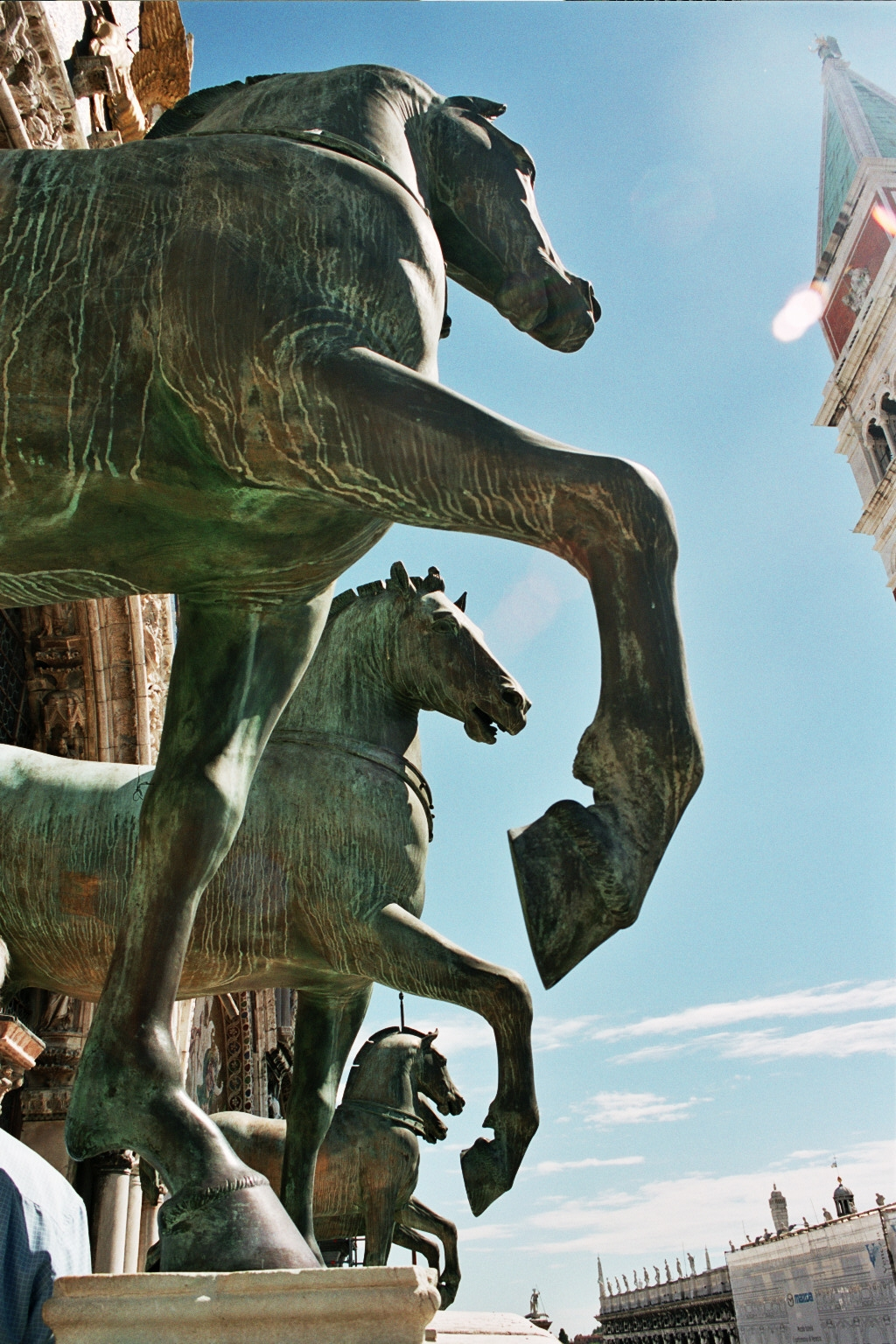
خيول سانت مارك (Triumphal Quadriga)، وهي مجموعة من التماثيل البرونزية الرومانية أو اليونانية لأربعة خيول، هي في الأصل جزء من نصب يصور كوادريغا. يعود تاريخها إلى أواخر العصور الكلاسيكية القديمة، وتم عرضها لفترة طويلة في ميدان السلطان أحمد في القسطنطينية. في عام 1204 م، أرسلهم الدوق إنريكو داندولو إلى البندقية كجزء من المسروقات التي نُهبت من القسطنطينية في الحملة الصليبية الرابعة.

كما تضمنت سباقات العجلات الحربية في الإمبراطورية البيزنطية أندية السباق الرومانية التي استمرت في لعب دورا بارزا في هذه المعارض العامة. بحلول هذا الوقت، جاء الزُّرق (Vénetoi) والخُضر (Prásinoi) ليطغوا على الفصيلين الآخرين من البيض (Leukoí) والحُمر (Roúsioi)، مع الحفاظ على التحالفات المزدوجة. لم تعد فصائل السيرك هذه شركات خاصة كما كانت خلال الإمبراطورية الرومانية. بدلاً من ذلك، بدأت السباقات في الحصول على تمويل عام منتظم، مما وضعها تحت السيطرة الإمبراطورية. ربما كان تشغيل سباقات العجلات الحربية على النفقة العامة إجراءً لخفض التكاليف وتقليل العمالة، مما يسهل توجيه الأموال المناسبة إلى منظمات السباق. ينتمي الإمبراطور نفسه إلى إحدى الفصائل الأربعة.
كانت الجماهير المُساندة تعتمد ألوان سائقي العجلات الحربية المفضلين لديهم في لباسهم. تبنى العديد من الشباب في نوادي المعجبين أو الفصائل الملابس الباذخة وتسريحات الشعر، مثل الأكمام المنتفخة، وتسريحات شعر «الهون»، وشعر الوجه «الفارسي». حاول بعض العلماء المجادلة بأن التنافس بين الفصائل والعنف كان نتيجة لمعارضة الآراء الدينية أو السياسية، ولكن على الأرجح أن الشبان كانوا ببساطة يتعاطفون بقوة مع فصيلهم من أجل التضامن الجماعي. ربما كان للعنف بين الفصائل أوجه تشابه مع عنف مشجعي كرة القدم. كانت الألعاب نفسها هي المحور المعتاد للعنف بين الفصائل، حتى عندما نُقلت إلى الشوارع. على الرغم من أن المعجبين الذين ذهبوا إلى ميدان سباق الخيل هتفوا لسائقي العربات المفضلين لديهم، يبدو أن ولائهم للون الذي قاد العجلة من أجله أكثر من السائق الفردي. يمكن لسائقي العربات تغيير ولاء الفصائل والعرق على ألوان مختلفة خلال حياتهم المهنية، لكن المشجعين لم يغيروا ولائهم إلى لونهم.
كان الزُّرق والخضر أكثر من مجرد فرق رياضية، حيث اكتسبوا نفوذًا في الأمور العسكرية والسياسية، واللاهوتية، على الرغم من أن الفرضية القائلة بأن الخضر يميلون نحو المونوفيزية وأن الزُّرق يمثلون الأرثوذكسية الشرقية مُختلف حولها. يُعتقد الآن على نطاق واسع أنه لم يكن لأي من الفصيلين أي تحيز ديني ثابت أو ولاء، على الرغم من حقيقة أنهما كانا يعملان في بيئة مشحونة بالجدل الديني.
غالبًا ما اندلع التنافس بين الأزرق والأخضر في حرب العصابات، وكان عنف الشوارع في ازدياد في عهد جستين الأول (حكم من 518 إلى 527)، الذي اتخذ إجراءات لاستعادة النظام، عندما قتلت العصابات مواطنًا في آيا صوفيا. بلغت أعمال الشغب ذروتها في أعمال شغب نيكا عام 532 م في عهد جستينيان، والتي بدأت عندما اتحد الفصيلين الرئيسيين وحاولوا الإطاحة بالإمبراطور دون جدوى.
يبدو أن سباق العجلات الحربية قد انخفض خلال القرن السابع، مع الخسائر التي تكبدتها الإمبراطورية على أيدي المسلمين وتراجع عدد السكان والاقتصاد. بعد أعمال الشغب في نيكا، أصبحت الفصائل أقل عنفًا مع زيادة أهميتها في الاحتفال الإمبراطوري. على وجه الخصوص، قام الإمبراطور قسطنطين الخامس (حكم 741-775) بالتودد إلى الفصائل لدعمها في حملاته ضد الرهبان. يبدو أن قسطنطين الخامس قد أعطى الفصائل دورًا سياسيًا بالإضافة إلى دورها الاحتفالي التقليدي. واصل الفصيلان نشاطهما حتى تم نقل البلاط الإمبراطوري إلى بلاخيرنا خلال القرن الثاني عشر.
ظل ميدان السلطان أحمد في القسطنطينية قيد الاستخدام في السباقات والألعاب والاحتفالات العامة حتى نهب القسطنطينية خلال الحملة الصليبية الرابعة في عام 1204. في القرن الثاني عشر، قام الإمبراطور مانويل كومنينوس (حكم 1143-1180) بتنظيم مجاولة على النمط الغربي في ميدان السلطان أحمد. خلال نهب عام 1204، نهب الصليبيون المدينة، ومن بين أمور أخرى، أزالوا الكوادريغا النحاسية التي كانت تقف فوق الجثث؛ وهي تُعرض الآن في كنيسة سان ماركو في البندقية. في الغرب، انتهت الألعاب في وقت أقرب بكثير؛ بحلول نهاية القرن الرابع، انتهت وسائل الترفيه العامة في إيطاليا في جميع المدن باستثناء عدد قليل من المدن. آخر سباق العجلات للحربية المسجلة في روما حدث في سيرك ماكسيموس عام 549 بعد الميلاد.